# Magpul Industries
Magpul Industries Corporation est une entreprise américaine qui crée des armes et accessoires pour armes à feu.
Magpul a été fondé par Richard Fitzpatrick, un Marines. Son siège social est situé à Erie, dans le Colorado.
La société Magpul propose également des équipements tactiques tels que des crosses, des gardes main....